# Syndrome de dumping
 Mise en garde médicale
Le syndrome de dumping gastrique, ou la vidange gastrique rapide est un syndrome où les aliments ingérés quittent l'estomac trop rapidement et entrent en grande partie dans le petit intestin sans être digérés. Ce syndrome se produit lorsque l'extrémité supérieure de l'intestin grêle, le duodenum, se dilate trop rapidement à cause de la présence d’aliments hyperosmolaires dans l'estomac.
L’arrivée rapide d’un contenu hypertonique de l’estomac peut conduire à une entrée rapide de liquide dans la cavité intestinale. En résulte une diarrhée osmotique une distension de l'intestin grêle (conduisant à des douleurs abdominales spasmodiques), et il peut en résulter de l'hypovolémie.
En outre, les personnes présentant ce syndrome souffrent souvent d'hypoglycémie, car l’éjection rapide d’aliments incite le pancréas à libérer des quantités excessives d'insuline dans le sang. Ce type d'hypoglycémie est dénommé "hypoglycémie réactionnelle".

## Effets de la chirurgie gastrique sur le syndrome de dumping
Le court-circuit gastrique modifie l'anatomie de l'appareil digestif en réduisant l'estomac et en contournant le duodénum. Cela peut conduire à l'arrivée d'un montant exceptionnellement élevé d'aliments non digérés dans le jéjunum, ce qui entraîne un dumping précoce. Chez les personnes normales, les aliments passent de l'estomac à un rythme plus maîtrisé et sont partiellement digérés dans le duodénum. Ces altérations digestives provoquent également un dumping tardif, car chez les personnes non-opérées, l'estomac, le pancréas et le foie se combinent pour "préparer" le sucre avant d'atteindre l'intestin grêle. Aussi, le sucre est accompagné par l'acide gastrique, la bile et des sucs digestifs du pancréas qui inhibent les effets secondaires mentionnés ci-dessous.
L'œsophagectomie (ablation de l'œsophage) suivie d'une reconstruction avec l'estomac engendre fréquemment des lésions nerveuses dans la région gastrique, ce qui provoque un passage rapide du bol gastrique vers le duodénum car le sphincter responsable de la vidange de l'estomac est continuellement relâché. Cela conduit à un syndrome de dumping (précoce et tardif).

## Dumping « précoce »: causes et symptômes
Le dumping précoce commence généralement pendant ou immédiatement après un repas. Il est généralement déclenché par la densité moléculaire élevée de glucides simples dans l'intestin. La plupart des sucres sont des molécules de petite taille, de sorte qu'un gramme (par exemple) de sucre de table a un plus grand nombre de molécules que (par exemple) un gramme de protéines. Cette forte concentration ou densité de molécules attire une quantité de fluide similaire dans l’intestin, et il devient hypertendu (causant des douleurs et des crampes). À leur tour, ces crampes, déclenchent des réactions hormonales et nerveuses qui causent des palpitations et également une sudation. Enfin, comme l'intestin grêle tente d'expulser le problème, il y a un risque de nausées, de vomissements, ou de diarrhée.

## Dumping « tardif »: causes et symptômes
Le dumping tardif se produit en général 1 à 3 heures après le repas. Il est causé par des fluctuations de la glycémie chez les patients dont l'anatomie digestive a été modifiée par la chirurgie bariatrique (par exemple par un court-circuit gastrique). Quand le sucre est consommé, il est rapidement absorbé dans la circulation sanguine, provoquant une augmentation rapide de la glycémie. Le pancréas réagit en sécrétant une quantité tout aussi importante d'insuline pour absorber l'excès de sucre dans le sang. Toutefois, parce que la quantité de sucre ingérée était très petite, il y a dès lors trop d'insuline dans le sang, ce qui déclenche les symptômes habituels d'hypoglycémie du dumping tardif, tels que: faiblesse, étourdissements et fatigue.

## Diagnostic
Les médecins diagnostiquent un syndrome de dumping principalement sur base des symptômes chez les patients ayant subi une chirurgie bariatrique ou gastrique. Des tests peuvent être nécessaires pour exclure d'autres maladies qui ont des symptômes similaires. Deux façons de déterminer si un patient présente un syndrome de dumping sont la fluoroscopie au baryum et la scintigraphie.
Dans la première méthode, un produit de contraste de baryum est ingéré, des radiographies sont prises; et le dumping précoce peut être facilement reconnu par la vidange prématurée du produit de contraste de l'estomac.
La seconde méthode, la scintigraphie, implique une procédure de même nature dans laquelle une solution contenant un radionucléide est ingéré. Le radionucléide se dégrade dans l'estomac, et les photons gamma émis sont détectés par une gamma-caméra. La radioactivité de la région d'intérêt (l'estomac) peut alors être relevée en temps réel sur un graphique. Les patients présentant un syndrome de dumping présentent généralement de fortes baisses de leurs parcelles actives, correspondant à la vidange anormalement rapide du contenu gastrique dans le duodénum.

## Traitement
On peut éviter facilement le syndrome du dumping en évitant certains aliments qui sont susceptibles de le causer. Il faut par conséquent, adopter une alimentation équilibrée. Le traitement comprend des modifications dans les habitudes alimentaires et parfois une médication. Les personnes qui sont atteintes du syndrome du dumping gastrique ont besoin de manger plusieurs petits repas par jour qui sont faibles en glucides, en évitant les sucres simples, et devraient boire des liquides entre les repas, pas pendant ceux-ci. Il est aussi important de bien mâcher chaque bouchée. Les fibres retardent la vidange gastrique et réduisent les pics d'insuline.
Le syndrome de dumping n'est pas dangereux pour la santé, par contre il est un indicateur auprès des bénéficiaires de chirurgie gastrique qu'ils mangent trop ou trop vite, ou trop de sucre, ou trop gras, ou trop salé. le facteur stress est à prendre en compte, une personne qui mangera stressée aura plus de chance de faire un dumping.
Les personnes atteintes de cas sévères prendront des médicaments tels que l'octreotide, la cholestyramine ou les inhibiteurs de la pompe à protons (comme le pantoprazole) ATTENTION, ne surtout pas prendre ce type de médicaments après une chirurgie de l'obésité, ils inhibent les vitamines et oligo-minéraux, l'anémie causée par le manque de B12, accentue l'effet dumping pour ralentir leur digestion. Les médecins recommandent parfois une intervention chirurgicale, par exemple la conversion d'un Billroth II à une gastro-Roux en Y.

## Source
Cet article est tiré en grande partie de http://www.bariatric-surgery.info/how-dumping-syndrome-occurs.htm